# NGC 789
NGC 789 (другие обозначения — UGC 1520, IRAS01595+3149, MCG 5-5-47, ARAK 72, ZWG 503.77, KUG 0159+318, PGC 7760) — спиральная галактика (Sd) в созвездии Треугольник.
Этот объект входит в число перечисленных в оригинальной редакции «Нового общего каталога».
В NGC 789 произошёл взрыв сверхновой SN 2004ad.
Галактика NGC 789 входит в состав группы галактик NGC 777. Помимо NGC 789 в группу также входят ещё 12 галактик.